# Svetomir Bojanin
Dr. Svetomir Bojanin (Bolman, 1932. – ?, 2024.), jedan od utemeljitelja neuropsihologije razvojnog perioda i znameniti dječji psihijatar. 

## Profesionalna karijera
Radio je kao profesor Defektološkog fakulteta u Beogradu. Autor je više monografija iz područja dječje psihijatrije i neuropsihologije, kao i eseja posvećenih čovjekovom duhovnom razvitku.

## Knjige
- Aleksandar Ćordić; Svetomir Bojanin: "Opšta defektološka dijagnostika", Beograd, 1981. (210 str.)
- Svetomir Bojanin: "Neuropsihologija razvojnog doba i opšti reedukativni metod", Beograd, 1979. (228 str.)
- Svetomir Bojanin: "Neuropsihologija razvojnog doba i opšti reedukativni metod", Beograd, 1985. (441 str.)
- Svetomir Bojanin; Koviljka Radulović: "Socijalna psihijatrija razvojnog doba", Beograd, 1988. (341 str.)
- Svetomir Bojanin: "Škola kao bolest", 1. izd., Beograd, 1990.
- Svetomir Bojanin: "Škola kao bolest", 2. izd., Beograd, 1991. (158 str.)
- Svetomir Bojanin: "Duhovnost, psihijatrija i mladi", Beograd, 1994. (154 str.)